# Pere Mir i Puig
Pere Mir i Puig (Barcelona, 1919-ibídem, 10 de marzo de 2017) fue un empresario español.

## Biografía
Doctor en Ciencias Químicas. Se dedicó a la investigación, síntesis y fabricación de productos químicos, y a la promoción de diversas empresas y patentes. Ha sido también profesor de la Escuela de Ingenieros Técnicos de la Universidad Politécnica de Cataluña y fundador del Centro de Estudios Catalanes de la Sorbona (París). En 1993 recibió la Cruz de Sant Jordi en reconocimiento a su labor.
De perfil muy discreto, se calcula que, entre 2004 y 2010, su fundación financió con 62 millones de euros diferentes institutos científicos.
En 2011 obtuvo el Premi Nacional de Recerca, en la categoría de mecenaje científico. En 2013 recibió la medalla de oro del Ayuntamiento de Barcelona, con el Guardó al Mèrit Científic por su implicación en el mecenaje en investigación física, química i biomédica.